# ヴァルサヴァランシュ
ヴァルサヴァランシュ（フランス語: Valsavarenche [valsavaʁɑ̃ʃ]）は、イタリア共和国ヴァッレ・ダオスタ州にある、人口約200人の基礎自治体（コムーネ）。

## 地理

### 位置・広がり

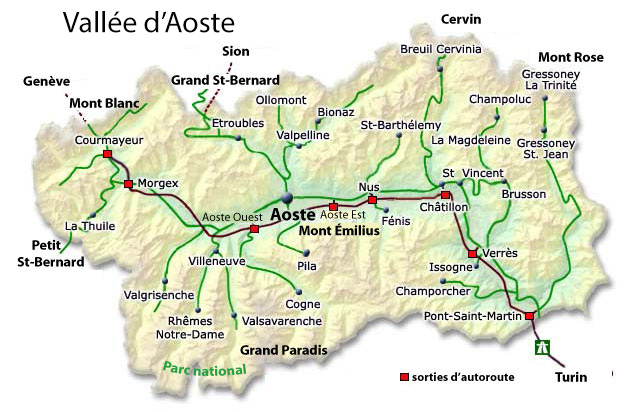
ヴァッレ・ダオスタ州地図

#### 隣接コムーネ
隣接するコムーネは以下の通り。括弧内のTOはトリノ県所属を示す。
- アイマヴィル
- チェレゾーレ・レアーレ (TO)
- コーニュ
- アントロ
- ノアスカ (TO)
- レーム＝ノートル＝ダム
- レーム＝サン＝ジョルジュ
- ヴィルヌーヴ

## 行政

### 分離集落
ヴァルサヴァランシュには、以下の分離集落（フラツィオーネ）がある。
- Clin, Rovenaud, Le Loup, Dégioz (capoluogo, talvolta ortografato “Déjoz”), Les Toules, Le Nex, Tignet, Vers-le-Bois, Payel, Bien, Le Créton, Toulaplanaz, Maisonnasse, L’Eau-Rousse, Le Plan-de-la-Pesse, Le Terré, Le Pessey, Le Pont, Le Breuil